# Ariel Sganga
Ariel Sganga (* 25. února 1974 Buenos Aires) je bývalý argentinský zápasník – judista a sambista.

## Sportovní kariéra
S judem začínal v 6 letech na předměstí Buenos Aires v Avellanedě v klubu Instituto Budokan. Vrcholově se připravoval ve sportovním tréninkovém centru CeNARD pod vedením Tigrana Karganjana. V argentinské mužské reprezentaci se pohyboval od poloviny devadesátých let dvacátého století v polostřední váze do 81 (78) kg jako reprezentační dvojka za Gastónem Garcíou. Garcíu nahradil na pozici reprezentační jedničky od roku 2001. V roce 2004 se kvalifikoval na olympijské hry v Athénách, kde v úvodním kole překvapivě vyřadil po boji na zemi držením favorizovaného Švýcara Sergeie Aschwandena. Slibně rozehraný turnaj však vzal za své v druhém kole, když se v zápase s domácím Iliasem Iliadisem vážně zranil (stehenní sval) a zápas vzdal (kiken-gači).
Od roku 2006 přepustil pozici reprezentační jedničky Emmanuelu Lucentimu. Od roku 2008 startoval ve vyšší střední váze do 90 kg. Po roce 2010 s novými pravidly juda se krátce věnoval příbuznému sportu sambo. V roce 2013 reprezentoval Argentinu v zápasu sambo na druhých Světových úpolových hrách v Petrohradu.

## Výsledky
| Turnaj                  | 1999             | 2000             | 2001             | 2002             | 2003             | 2004             | 2005             |
| Turnaj                  | 25               | 26               | 27               | 28               | 29               | 30               | 31               |
| Turnaj                  | polostřední váha | polostřední váha | polostřední váha | polostřední váha | polostřední váha | polostřední váha | polostřední váha |
| ----------------------- | ---------------- | ---------------- | ---------------- | ---------------- | ---------------- | ---------------- | ---------------- |
| Olympijské hry          |                  | —                |                  |                  |                  | úč.              |                  |
| Mistrovství světa       | —                |                  | úč.              |                  | 7.               |                  | úč.              |
| Panamerické hry         | —                |                  |                  |                  | 3.               |                  |                  |
| Panamerické mistrovství | 2.               | 1.               | 3.               | 1.               | 3.               | 3.               | —                |
| Jihoamerické hry        |                  |                  |                  | 3.               |                  |                  |                  |